# Régis de Oliveira
Régis Fernandes de Oliveira (Monte Aprazível, 19 de setembro de 1944) é um advogado, magistrado, professor e político brasileiro. Foi desembargador do Tribunal de Justiça do Estado de São Paulo, professor titular da Universidade de São Paulo, vice-prefeito e, interinamente, prefeito de São Paulo, e deputado federal.

## Carreira
Régis de Oliveira formou-se em direito pela Universidade Presbiteriana Mackenzie em 1968. Completou o mestrado em 1980 e o doutorado em 1984, ambos na Pontifícia Universidade Católica de São Paulo sob a orientação do professor Celso Antônio Bandeira de Mello. Em 1986, tornou-se livre-docente pela Universidade de São Paulo.
Foi escrevente do 2º Ofício dos Feitos da Fazenda Nacional, em São Paulo, de 1963 a 1967, e auxiliar judiciário da Justiça Federal em São Paulo, de 1967 a 1970. Ingressou na carreira da magistratura paulista como juiz de direito em 1970 e foi promovido a desembargador do Tribunal de Justiça de São Paulo em 1990, cargo no qual permaneceu até 1993.
Foi eleito deputado federal pelo PSDB em 1994. Renunciou ao mandato em 1996 para concorrer ao cargo de vice-prefeito de São Paulo, pelo PFL, na chapa de Celso Pitta, sendo eleito. Em 1997, ocupou o cargo de Secretário Municipal de Educação. Filiado ao PMN, assumiu interinamente a prefeitura paulistana quando o Tribunal de Justiça condenou o prefeito Pitta à perda do cargo, por enriquecimento ilícito devido a um empréstimo de oitocentos mil reais, dado a ele pelo empresário Jorge Yunes. Dezoito dias depois, foi cassado o mandado judicial que negava a Pitta a possibilidade de apelar da decisão permanecendo no cargo. Assim, Pitta voltou a exercer o cargo. Régis de Oliveira foi novamente eleito deputado federal em 2006, desta vez pelo PSC, e desempenhou o mandato de 2007 a 2011.
Foi professor titular de Direito Econômico, Financeiro e Tributário da Faculdade de Direito do Largo São Francisco (USP).
Ele foi o autor de uma lei em 2010 que define alienação parental como a “interferência na formação psicológica” da criança ou do adolescente visando prejudicar o vínculo com o pai ou a mãe e a produção de repúdio contra um deles.